# Payrignac
 Payrignac  es una comuna y población de Francia, en la región de Mediodía-Pirineos, departamento de Lot, en el distrito y cantón de Gourdon.
Su población en el censo de 1999 era de 589 habitantes.
Está integrada en la Communauté de communes Quercy Bouriane .

## Demografía
| 438 | 491 | 466 | 504 | 528 | 589 | 684 | 728 | 713 |
| Para los censos de 1962 a 1999 la población legal corresponde a la población sin duplicidades (Fuente: INSEE [Consultar]) |     |     |     |     |     |     |     |     |